# صبری بوقادوم
صبری بوقادوم (عربی: صبري بوقادوم؛ زادهٔ ۱ سپتامبر ۱۹۵۸) یک سیاستمدار و دیپلمات اهل الجزایر است. وی از ۱۹ دسامبر ۲۰۱۹ تا ۲۸ دسامبر ۲۰۱۹ نخست‌وزیر موقت الجزایر بود.